# Талиб, Фахад
Фахад Талиб Рахим (англ. Fahad Talib Raheem; род. 21 октября 1994, Багдад) — иракский футболист, вратарь клуба «Санат Нафт».

## Карьера

### Клубная карьера
На клубном уровне выступает за багдадскую «Аль-Кува». В сезоне 2015/16 стал обладателем Кубка Ирака, в финальном матче против «Аз-Завраа» (2:0) сохранил ворота в неприкосновенности. В чемпионате страны сезона 2015/16 был основным вратарём клуба во всех шести матчах финальной стадии и пропустил семь голов, его команда заняла четвёртое место. Также принимал участие в качестве основного вратаря в матчах Кубка АФК 2016.

### Карьера в сборной
В 2013 году в составе молодёжной (U20) сборной Ирака был дублёром Мохаммеда Хамида на молодёжном чемпионате мира и ни разу не вышел на поле, его команда стала четвёртой. В 2016 году на молодёжном (U23) чемпионате Азии стал бронзовым призёром, сыграл в пяти из 6 матчей.
В национальную сборную Ирака впервые вызван в июне 2015 года на товарищеский матч с Японией, также вызывался на отборочные матчи ЧМ-2018 в марте 2016 года, но оставался запасным.